# Théorème de Fréchet-Kolmogorov
Ne doit pas être confondu avec Théorème de Fréchet-Riesz.
En analyse fonctionnelle, le théorème de Fréchet-Kolmogorov (noms auxquels on adjoint parfois Riesz ou Weil) donne une condition nécessaire et suffisante pour qu'un ensemble de fonctions soit relativement compact dans l'espace Lp(λ), où λ désigne la mesure de Lebesgue sur ℝn. Il constitue une variante Lp du théorème d'Ascoli.

## Énoncé
Soient p un nombre réel supérieur ou égal à 1 et B un sous-ensemble de Lp(λ).
Cette partie B est relativement compacte si et seulement si les trois propriétés suivantes ont lieu simultanément :
1. B est bornée,
2. {\displaystyle \lim _{r\to \infty }\int _{\|x\|>r}\left|f\right|^{p}{\rm {d}}\lambda =0} uniformément par rapport à f ∈ B,
3. {\displaystyle \lim _{a\to 0}\|\tau _{a}f-f\|_{{\rm {L}}^{p}(\lambda )}=0} uniformément par rapport à f ∈ B, où τa f désigne la translatée de f par a, c'est-à-dire τa f(x) = f(x - a).

## Démonstration
Puisque Lp est complet, B est relativement compact si et seulement s'il est précompact.
Sachant que les trois propriétés sont vraies si B est un singleton, on en déduit facilement qu'elles le restent si B est un précompact.
Réciproquement, supposons que B satisfait les trois propriétés et montrons qu'il est précompact. D'après l'hypothèse 2, il suffit de démontrer que pour tout compact K de ℝn, l'ensemble B|K des restrictions à K d'éléments de B est précompact.
Pour tout r > 0, notons :
- Br la boule de ℝn de centre 0 et de rayon r ;
- Vr = λ(Br) son volume ;
- μr la mesure de probabilité de Lebesgue sur cette boule  : μr(A) = Vr−1λ(A∩Br) ;
- {\displaystyle \forall f\in {\rm {L}}^{p}(\lambda )\quad \forall x\in \mathbb {R} ^{n}\quad f_{r}(x)=\int \tau _{x}f{\rm {d}}\mu _{r}.}

D'après l'inégalité de Jensen ou celle de Hölder, pour une mesure de probabilité, la norme Lp est une fonction croissante de p.
En appliquant le théorème de Fubini, on en déduit :
{\displaystyle {\begin{aligned}\|f_{r}-f\|_{{\rm {L}}^{p}(\lambda )}^{p}&\leq \int \left\|\tau _{x}f-f(x)\right\|_{{\rm {L}}^{1}(\mu _{r})}^{p}{\rm {d}}\lambda (x)\\&\leq \int \left\|\tau _{x}f-f(x)\right\|_{{\rm {L}}^{p}(\mu _{r})}^{p}{\rm {d}}\lambda (x)\\&=\int \|\tau _{a}f-f\|_{{\rm {L}}^{p}(\lambda )}^{p}{\rm {d}}\mu _{r}(a)\\&\leq \sup _{\|a\|<r}\|\tau _{a}f-f\|_{{\rm {L}}^{p}(\lambda )}^{p},\end{aligned}}}
ce qui garantit au passage que fr ∈ Lp mais montre surtout que (d'après l'hypothèse 3) {\displaystyle \lim _{r\to 0^{+}}\|(f_{r})_{|K}-f_{|K}\|_{{\rm {L}}^{p}(\lambda )}=0} uniformément par rapport à f ∈ B, si bien que pour démontrer la précompacité (pour la norme Lp) de B|K, il suffit de vérifier, pour tout r > 0, celle de l'ensemble
{\displaystyle \{(f_{r})_{|K}\mid f\in B\}.}
Il est même précompact pour la norme de la convergence uniforme sur K car le théorème d'Ascoli s'applique. On montre en effet qu'en tout point x, cet ensemble est :
- équicontinu d'après l'hypothèse 3 car (en réutilisant la croissance des normes){\displaystyle {\begin{aligned}|f_{r}(y)-f_{r}(x)|&\leq \|\tau _{y}f-\tau _{x}f\|_{{\rm {L}}^{1}(\mu _{r})}\\&\leq \|\tau _{y}f-\tau _{x}f\|_{{\rm {L}}^{p}(\mu _{r})}\\&\leq (V_{r})^{-1/p}\|\tau _{y}f-\tau _{x}f\|_{{\rm {L}}^{p}(\lambda )}\\&=(V_{r})^{-1/p}\|\tau _{y-x}f-f\|_{{\rm {L}}^{p}(\lambda )}~;\end{aligned}}}
- borné d'après l'hypothèse 1 car (par un calcul analogue) {\displaystyle |f_{r}(x)|\leq (V_{r})^{-1/p}\|f\|_{{\rm {L}}^{p}(\lambda )}.}